# Benguela (provins)
Benguela er en provins i Angola. Den har et areal på 39.826 km2
og et befolkningstal på 2.036.662 (2014) indbyggere. Benguela er hovedbyen i provinsen. Ifølge statistik fra 1988 boede 297.700 mennesker i urbane områder, mens 308.800 i jordbrugsområder, med en total på 606.500 indbyggere.

## Eksterne links
- Den amerikanske styremagts statistik fra 1988
- angola.org.uk Arkiveret 27. juni 2006 hos  Wayback Machine